# Кальпурния (жена Публия Антистия)
Кальпу́рния (лат. Calpurnia (Bestia); погибла в 82 году до н. э., Рим, Римская республика) — римская матрона, предполагаемая дочь консула 111 года до н. э. Луция Кальпурния Бестии.

## Биография
Кальпурния принадлежала к плебейскому роду, который вёл своё происхождение, согласно легенде, от второго царя Рима Нумы Помпилия. Предположительно, её отцом был Луций Кальпурний Бестия, консул 111 года до н. э.
Кальпурния была женой Публия Антистия. В этом браке родилась дочь, первая жена Гнея Помпея (впоследствии Великого). Когда в 82 году до н. э., во время гражданской войны, марианец Луций Юний Брут Дамасипп убил Антистия в курии Гостилия из-за подозрений в сочувствии Луцию Корнелию Сулле, Кальпурния покончила с собой. Об этом сообщает Веллей Патеркул:

Да не забудется благородный поступок Кальпурнии, дочери Бестии, супруги Антистия: когда её муж был зарезан, она пронзила себя мечом. К его славе она прибавила свою собственную. Возвысившись мужеством, она заставила забыть о дурной репутации отца.
— Веллей Патеркул. Римская история, II, 26 (3).
Плутарх называет ещё одну причину самоубийства: Помпей развёлся с Антистией, чтобы жениться на падчерице Суллы.